# David Malembana
David Zeferino Malembana (Freital, 11 de outubro de 1995) é um futebolista moçambicano que atua como zagueiro. Atualmente defende o Al-Kharaitiyat. Nascido na Alemanha, representa a Seleção Moçambicana em nível internacional.

## Carreira em clubes
Em seu país natal, jogou por Dynamo Dresden II, Goslarer e Dinamo de Berlim entre 2013 e 2019, quando se transferiu para o Lokomotiv Plovdiv após um período de testes. A estreia pelo clube foi contra o Slavia Sofia, entrando como substituto de Parvizdzhon Umarbayev na vitória por 3 a 2. Pelos Alvinegros, foi campeão da Copa da Bulgária de 2019–20 e da Supercopa de 2020. Em fevereiro de 2022, foi contratado pelo Lokomotiv Sofia, jogando 28 partidas e marcando 4 gols.
Jogou ainda uma temporada pelo FC Noah (Armênia) antes de se transferir para o Al-Kharaitiyat, da segunda divisão do Campeonato Catari.

## Seleção
Nascido em Freital, cidade próxima a Dresden, Malembana é filho de um moçambicano de origem malgaxe e de uma alemã. Não escondia sua preferência em defender a Seleção Moçambicana, pela qual estreou contra Camarões, pelas eliminatórias da Copa de 2022, no mesmo dia que completava 26 anos. Os Mambas terminariam perdendo por 1 a 0
Convocado para a Copa das Nações Africanas de 2023, acompanhou do banco de reservas a eliminação de Moçambique ainda na primeira fase, com 2 pontos ganhos. Foi um dos 3 jogadores que não jogaram por Moçambique na competição, juntamente com o volante Amadú e o terceiro goleiro Fazito.

## Títulos
Dínamo de Berlim
- Copa de Berlim: 2017, 2018

Lokomotiv Plovdiv
- 'Copa da Bulgária: 2019–20
- Supercopa da Bulgária: 2020